# Pilgrim Motor Vehicle Company
Pilgrim Motor Vehicle Company war ein US-amerikanischer Hersteller von Automobilen.

## Unternehmensgeschichte
Edward L. Orcutt hatte 1899 in Somerville in Massachusetts einen Dampfwagen hergestellt. Mit Hilfe einiger Bostoner Geschäftsleute gründete er Anfang 1900 das Unternehmen. Der Sitz war in Boston und das Werk in Somerville. Elmer N. Hutchins war Präsident, B. Alden Prince Schatzmeister, William M. McDonald Manager und Orcutt ebenfalls beteiligt. Sie stellten im gleichen Jahr einige Automobile her, die als Pilgrim angeboten wurden. Noch 1900 wurde das Unternehmen aufgelöst.
Weitere Hersteller von Personenkraftwagen der Marke Pilgrim waren Ohio Falls Motor Car Company und Pilgrim Motor Car Company aus den USA sowie Pilgrim’s Way Motor und Pilgrim Cars aus dem Vereinigten Königreich.

## Fahrzeuge
Im Angebot standen Dampfwagen.